# Луиджи Матеи (генерал)
Луиджи Матеи – италиански генерал, маркиз на Белмонте, представител на видната фамилия Матеи. През 17 век той командва папските войски, показвайки лоялност към папа Урбан VIII и Инокентий X, и командвайки войските през войните с Кастро

## Биография
Матеи е вторият син на Асдрубале Матеи, маркиз на Джиове и съпругата му Констанца Гонзага. Луиджи е племенник на Кирако Матеи и кардинал Джироламо Матеи. Първоначално действа лоялно към семейство Барберини и действащия папа Урбан VIII, но по-късно се ориентира към Памфили и техния папа Инокентий X. През 1641 г. е назначен за генерал-капитан на Швейцарската гвардия със заплата от 343 скуди. Ръководи папските войски в Първата и Втората война на Папската държава с Кастро. През първия конфликт ръководи 12 000 пехотинеца и 3000 кавалериста, но войските на Барберини претърпяват няколко големи поражения и папа Урбан VIII се съгласява да спре войната с т.нар. Ферарски мир. На 2 септември 1649 по заповед на Инокентий X превзема и унищожава напълно Кастро.